# Brent Spiner
Brent Jay Spiner (Houston (Texas), 2 februari 1949) is een Amerikaans acteur.
Spiner kreeg veel bekendheid met zijn optreden als de androïde Data in de serie Star Trek - The Next Generation. Ook trad hij op in een aantal Star Trekfilms. Binnen Star Trek speelde hij verder Lore (de broer van Data), B-4 (weer een broer) en Noonien Soong (de persoon die Data zou hebben gemaakt). In de serie Enterprise was hij te zien als Dr. Arik Soong (een voorvader van Noonien) en in de serie Star Trek: Picard speelt Spiner behalve de rol van Data, ook die van dr. Altan Inigo Soong, de zoon van Noonien Soong.
Hij speelde ook de excentrieke Dr. Brackish Okun in de film Independence Day en het vervolg hiervan Independence Day: Resurgence en heeft een groot aantal optredens in films en series op zijn naam staan (onder andere Night Court, Cheers, Frasier, Friends, Hill Street Blues en The Big Bang Theory).
De afgelopen jaren maakte hij onder andere een nieuwe sciencefictionserie, Threshold, en speelde hij met Hilary Duff in de film Material Girls. Ook nam hij de cd "Ol'yellow eyes is back" op.